# Frederic II Gonzaga
Frederic II Gonzaga, (Màntua, 17 de maig del 1500 - Marmirolo, 28 de juny del 1540) fou el cinquè marquès de Màntua i, el 1536 per matrimoni, marquès de Montferrat. Des del 1530 fou elevat per l'emperador Carles V al títol de duc de Màntua.

## Biografia
Fill del marquès Francesc II de Màntua i de la seva esposa Isabel d'Este, va créixer entre la cort de França i la del papa, on va estar retingut com a penyora a canvi de l'alliberament del seu pare.
Frederic va succeir el seu pare en el títol de marquès el 1519, però sota la regència de la seva mare i dels seus oncles, Segimon i Joan. El 7 d'abril del 1521 va rebre la investidura per l'emperador Carles V.
Malgrat la poca experiència militar, va ser nomenat capità de l'exèrcit del papa Lleó X. Aquest títol, però, no el va allunyar de l'òrbita imperial a la qual Frederic es va sentir orientat. Per evitar una acusació de deslleialtat, en els estatuts de la condotta s'especificava que en cas d'hostilitat cap a l'emperador, el marquès de Màntua estaria exempt de combatre. Això era només oficialment, ja que hi havia una clàusula secreta en la qual es comprometia a combatre contra l'imperi. A la realitat, la posició del marquès va ser sempre declaradament filoimperial i, la seva mare, que tot i la majoria d'edat continuava amb la seva activitat política, va decidir desfer-se d'aquest nomenament pagant a Pietro Ardinghello, secretari de la Cúria i home de confiança de Lleó X, perquè el destituís.
La veritable fidelitat de Frederic II es va posar de manifest quan el novembre del 1526 va permetre el trànsit per les seves terres de les tropes de Carles V, al mateix temps que alentia la marxa de les tropes de la Lliga de Cognac comandades per Giovanni delle Bande Nere, convidat per Aloisio Gonzaga, que anaven a combatre a la batalla de Governolo el 25 de novembre del 1526.
Frederic des de nen va ser promès de la presumpta hereva del Marquesat de Montferrat, Maria Paleòloga. Ella tenia només 8 anys en aquell moment, de manera que es va estipular un contracte de matrimoni en què estava previst que abans de consumar el matrimoni, haurà d'esperar que la núvia tingués els 16 anys requerits pel dret canònic. Durant aquest període la situació va canviar: Frederic no tenia clar si arribaria a ser marquès de Montferrat a causa del germà de Maria, Bonifaci IV, que semblava haver superat els problemes de salut. Es va crear un complot contra ell, format per la seva amant Isabel Boschetti, i la mare de la núvia Anna d'Alençon. Frederic va demanar l'anul·lació del contracte matrimonial. Quan va sorgir la guerra francoespanyola per la conquesta del Ducat de Milà, Frederic es va posar de la banda de Carles V, el qual li va proposar casar-se amb Júlia d'Aragó, filla Frederic III de Nàpols, una dona molt més gran que ell, més la promesa de ser ascendit a duc. Però llavors va morir sense descendència Bonifaci IV, i Frederic va rebutjar l'oferiment de Carles per casar-se amb Margarida Paleòloga, germana de Maria. Maria va morir poc abans que arribés l'anul·lació, probablement de malaltia. El matrimoni va tenir el consentiment de l'emperador, el qual va rebre 50.000 escuts en compensació del trencament amb la promesa, Júlia, i la cerimònia es va celebrar a Màntua el 3 d'octubre del 1531.
Quan l'oncle de Margarida, Joan Jordi, marquès de Montferrat, va morir sense descendència el 1533 Margarida va optar al títol, però també els Savoia i els Del Vasto, famílies amb les quals estaven emparentats. Margarida va rebre de Carles V la confirmació el 1536 dels drets a la successió del Marquesat de Montferrat, títol que ja havia donat per assumit. Per ser Margarida esposa del duc de Màntua, el marquesat va passar, a partir de llavors, a formar part del ducat.
Frederic II va veure acabar les obres de construcció del Palau de Te, iniciades el 1525 i finalitzades el 1534, que estava situat fora de les muralles de Màntua. Allà acostumava a trobar-se amb la seva estimada Isabel Boschetti.
Frederic Gonzaga va ser lloat pel poeta Ludovico Ariosto en l'Orlando Furioso.
Va passar el final dels seus dies malalt de sífilis, sense sortir del palau ducal, i va morir el 1540 a poc més d'un any després que la seva mare. Va ser enterrat a la basílica de Santa Bàrbara.

## Descendència
Frederic i Margarida Paleòloga van tenir set fills:
- Francesc (1532 – 1550), duc de Màntua i marquès de Montferrat el 1540, casat amb Caterina, filla de l'emperador Ferran I d'Habsburg;
- Elionor, monja;
- Anna, monja;
- Isabel (1537 – 1579), casada amb Francesc Ferran d'Avalos i d'Aquino, governador de Milà;
- Guillem (1538 – 1587), duc de Màntua i marquès de Montferrat, casat amb Elionor d'Àustria, filla de l'emperador Ferran I;
- Lluís (1539 – 1595), duc de Nevers i Rethel, casat amb Enriqueta de Cleves, filla del duc Francesc I de Nevers i Rethel;
- Frederic (1540 – 1565), bisbe de Màntua, cardenal el 1563.

Amb la seva estimada Isabel Boschetti va tenir dos fills:
- Alessandro (1520 – 1580), que fou conseller d'estat del duc de Màntua i va servir en l'exèrcit espanyol a Flandes;
- Emília (1517 – 1573), que es va casar amb Carles Gonzaga, senyor de Gazzuolo.